# Pakubuwono IX
 (février 2020).
Si vous disposez d'ouvrages ou d'articles de référence ou si vous connaissez des sites web de qualité traitant du thème abordé ici, merci de compléter l'article en donnant les références utiles à sa vérifiabilité et en les liant à la section « Notes et références ».
Pakubuwono IX (1830-1893) était le neuvième roi de Surakarta. Il a régné de 1861 à 1893. Il fut précédé par Pakubuwono VIII et Pakubuwono X lui succéda.  Il était le deuxième fils de Pakubuwono VI.
Il est considéré comme l'auteur de Serat woro isworo, un livre sur la généalogie et la morale.